# 공의휴
공의 휴(公儀休, ? ~ ?)는 중국 춘추 전국 시대 노나라의 관료이다. 공의자(公儀子)라고도 한다.

## 생애
본래 박사(博士)였는데, 뛰어난 재능과 학문으로 목공 때 재상이 되었다. 법을 지키고 이치를 따르며 바꾸는 일이 없으니, 모든 관리가 스스로 올바르게 되었다. 남의 녹을 먹는 자는 백성과 이익을 다투지 못하게 하고, 많은 봉록을 받는 자는 사소한 것도 취하지 못하게 하였다.
어떤 빈객이 공의휴에게 생선을 보냈는데, 공의휴는 받지 않았다. 다른 빈객이
“군께서 생선을 좋아하신다고 하여 보낸 것인데, 어찌하여 받지 않으십니까?”
라고 물었다. 공의휴가
“생선을 좋아하기 때문에 받지 않았소. 지금 나는 재상을 지내고 있으니, 스스로 생선을 살 수 있소. 그런데 지금 생선을 받고 벼슬자리에서 쫓겨난다면, 누가 다시 나에게 생선을 주겠소? 그래서 받지 않은 것이오.”
라고 답하였다.
또한 공의휴는 자기 집에서 키운 채소의 맛이 좋자 그 밭의 채소를 뽑아 버렸고, 또 자기 집에서 짜는 베가 좋자 당장 베 짜는 여자를 돌려보내고 베틀을 불살라 버리고는,
“농부와 장인, 베 짜는 여자가 그들의 물건을 어디서 팔 수 있겠는가?”
라고 말하였다.